# Чевак (Аляска)
Чевак (англ. Chevak) — місто (англ. city) в США, в окрузі Кусілвак штату Аляска. Населення — 951 особа (2020).

## Географія
Чевак розташований за координатами 61°31′51″ пн. ш. 165°35′50″ зх. д. / 61.53083° пн. ш. 165.59722° зх. д. (61.530883, -165.597175).  За даними Бюро перепису населення США в 2010 році місто мало площу 2,62 км², з яких 2,56 км² — суходіл та 0,05 км² — водойми. В 2017 році площа становила 2,96 км², з яких 2,93 км² — суходіл та 0,03 км² — водойми.

## Демографія
Згідно з переписом 2010 року, у місті мешкало 938 осіб у 209 домогосподарствах у складі 155 родин. Густота населення становила 358 осіб/км².  Було 219 помешкань (84/км²).
Расовий склад населення:
| - 94,9 % — корінних американців - 2,3 % — білих - 0,3 % — азіатів |

До двох чи більше рас належало 2,3 %. Частка іспаномовних становила 0,1 % від усіх жителів.
За віковим діапазоном населення розподілялося таким чином: 43,3 % — особи молодші 18 років, 53,9 % — особи у віці 18—64 років, 2,8 % — особи у віці 65 років та старші. Медіана віку мешканця становила 21,2 року. На 100 осіб жіночої статі у місті припадало 118,1 чоловіків;  на 100 жінок у віці від 18 років та старших — 138,6 чоловіків також старших 18 років.
Середній дохід на одне домашнє господарство  становив 48 868 доларів США (медіана — 41 136), а середній дохід на одну сім'ю — 50 307 доларів (медіана — 40 972). Медіана доходів становила 27 500 доларів для чоловіків та 41 667 доларів для жінок. За межею бідності перебувало 32,8 % осіб, у тому числі 42,4 % дітей у віці до 18 років та 15,9 % осіб у віці 65 років та старших.
Цивільне працевлаштоване населення становило 333 особи. Основні галузі зайнятості: освіта, охорона здоров'я та соціальна допомога — 35,1 %, роздрібна торгівля — 16,5 %, публічна адміністрація — 14,4 %.